# The Simpsons Movie

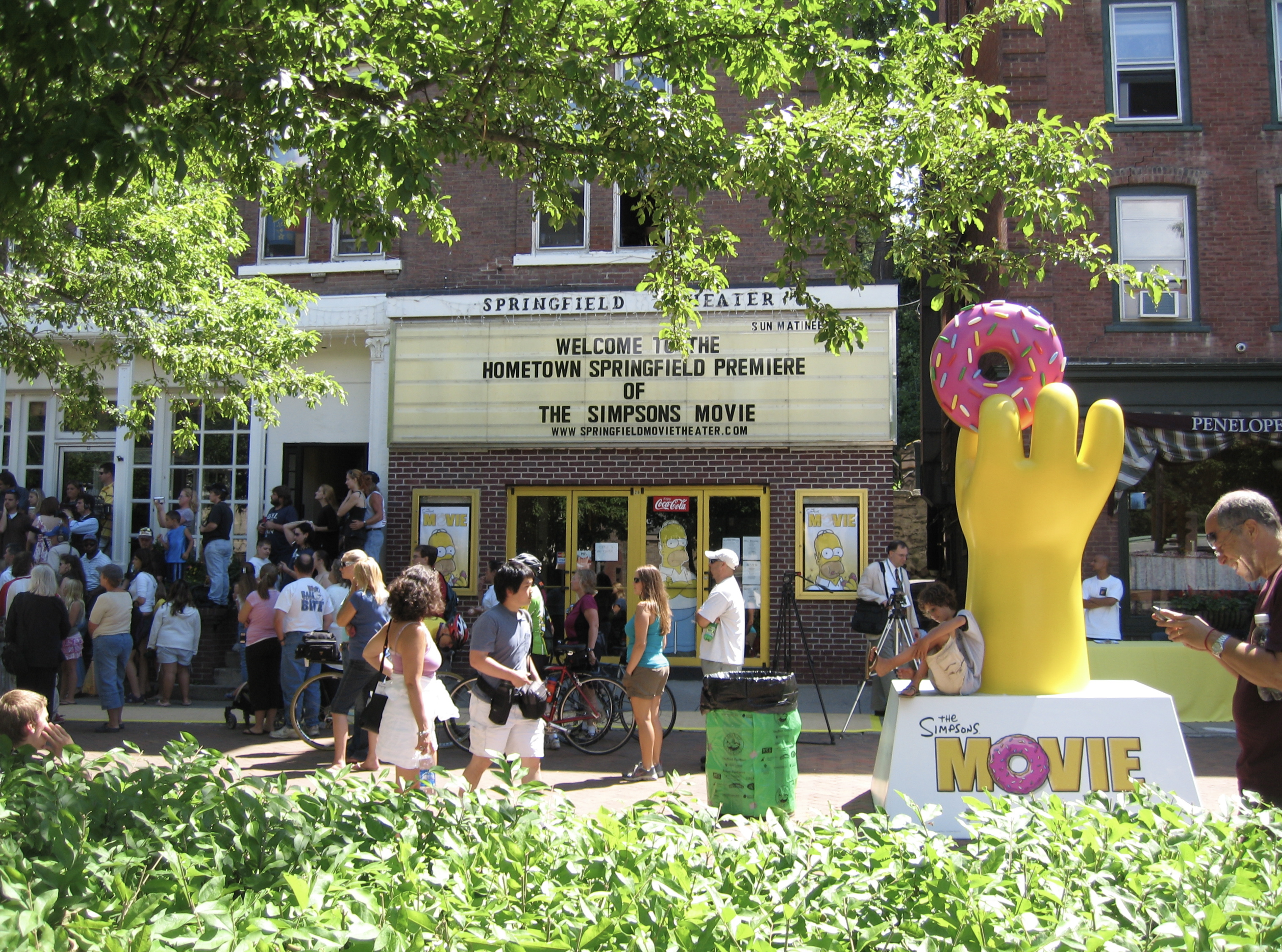
Première van The Simpsons Movie in Springfield.

The Simpsons Movie is een Amerikaanse animatiefilm uit 2007, gebaseerd op de tekenfilmserie The Simpsons. De film is geproduceerd door Gracie Films voor 20th Century Fox. De animatie werd verzorgd door Film Roman en Rough Draft Studios. De film is geregisseerd door David Silverman, die ook veel afleveringen van de televisieserie heeft geregisseerd.
Vrijwel ieder belangrijk personage uit de televisieserie komt voor in deze film, zij het soms maar als cameo.
In Nederland en België werden naast het Engelstalige origineel ook versies uitgebracht die respectievelijk in het Nederlands en het Vlaams nagesynchroniseerd waren.

## Verhaal
Green Day geeft een optreden bij het meer van Springfield, waar ze tevergeefs proberen het publiek meer bewust te maken van het milieu en de problemen waar het meer mee te kampen heeft. Ze komen om het leven wanneer hun boot wordt aangetast door de vervuiling van het meer en zinkt. Op hun begrafenis krijgt Abraham Simpson een visioen van een grote ramp die spoedig plaats zal vinden, maar alleen Marge is bereid naar hem te luisteren. Lisa probeert iedereen in Springfield ertoe aan te zetten iets te doen aan het vervuilde meer, maar ze luisteren niet naar haar. Dan ontmoet ze een Ierse jongen genaamd Colin, die net zo geeft om het milieu als zij. Samen houden ze een presentatie genaamd An Irritating Truth, een titel waarmee de film verwijst naar An Inconvenient Truth. Hiermee slagen ze er eindelijk in de bewoners van Springfield ervan te overtuigen dat het meer moet worden schoongemaakt voor het te laat is.
Ondertussen houden Bart en Homer een durfwedstrijdje. Hierbij daagt Homer Bart uit om poedelnaakt door Springfield te skateboarden tot aan de Krusty Burger. Daar zitten net Ned Flanders en zijn zonen Rod en Todd te eten. Bart wordt vanwege zijn stunt gearresteerd door Chief Wiggum. Ned Flanders heeft medelijden met Bart, maar Homer kan het niets schelen. In de Krusty Burger ziet Homer een varkentje waar hij meteen van onder de indruk is en hij koopt het als huisdier voor de familie. Hij slaat het afval en de mest van het varken op in een silo achter het huis, die al snel overvol raakt en gaat lekken. Marge vindt de silo maar niks en beveelt Homer om er veilig vanaf te komen. Homer is eerst van plan er legaal van af te komen, maar als zijn vriend Lenny hem vertelt dat er gratis donuts worden weggegeven, kiest Homer een snelle manier. Hij dumpt de silo in het meer, waardoor het meer nog meer vervuild raakt. Vlak bij het meer neemt Flanders Bart mee op een wandeltrektocht, waardoor de twee een sterke band opbouwen. Ze ontdekken een gemuteerde eekhoorn, die meteen wordt gevangen door de EPA. Russ Cargill, het hoofd van de EPA, vertelt president Schwarzenegger dat Springfield extreem vervuild is en dat de overheid drastische maatregelen moet nemen. Als gevolg hiervan plaatst de EPA een enorme glazen koepel over Springfield.
De politie ontdekt Homers silo in het meer, waardoor iedereen in Springfield beseft dat Homer verantwoordelijk is voor hun ellende. De Simpsons kunnen maar net ontsnappen aan een woedende menigte die hun huis bestormt en ze vluchten naar Alaska. Wanneer Russ Cargill ziet dat de koepel over Springfield begint te barsten, zodat de vervuilde inwoners spoedig zullen ontsnappen, probeert hij de president over te halen Springfield plat te gooien. In Alaska zien de Simpsons een advertentie waarin een nieuwe Grand Canyon wordt beloofd op de plaats waar Springfield nu ligt. Marge en de kinderen ontdekken dan dat Springfield vernietigd zal worden en dat de inwoners zullen omkomen. Marge en de kinderen willen Springfield redden, maar Homer weigert de stad die hem naar het leven staat te helpen. Daarom blijft hij als enige in Alaska achter.
Na een bezoek aan een mysterieuze Eskimo-shaman, krijgt Homer een visioen en beseft dat hij Springfield zal moeten redden om met zijn familie te kunnen overleven. Ondertussen worden Marge, Lisa, Maggie, en Bart gevangen door Cargill en teruggebracht naar de stad. Daar kondigt Cargill aan dat de stad zal worden vernietigd. Een helikopter arriveert met een grote bom, die via een luik boven in de koepel wordt neergelaten op Springfield. Homer arriveert, en slaagt erin de situatie te verergeren. Daarna stelen hij en Bart, in een poging om zijn naam te zuiveren, een motorfiets, en rijden over de koepel naar het gat. Op het laatste moment kan Homer de bom door het gat naar buiten gooien; waarna de ontploffing de gehele koepel verbrijzelt. De stad zelf blijft gespaard. Woedend probeert Russ Cargill Homer en Bart te vermoorden, maar hij wordt gestopt door Maggie die een rots op hem laat vallen.
Nu hij de stad heeft gered wordt Homer gezien als een held en worden zijn fouten vergeven. De film eindigt met een scène waarin de inwoners van Springfield hun stad en omgeving herstellen.

## Rolverdeling

### Amerikaanse stemmen
| Acteur               | Personage |
| -------------------- | --- |
| Dan Castellaneta     | Homer Simpson / Itchy / Barney Gumble / Grampa / Stage Manager / Krusty the Klown / Mayor Quimby / Mayor's Aide / Multi-Eyed Squirrel / Panicky Man / Sideshow Mel / Mr. Teeny / EPA Official / Kissing Cop #1 / Beer / Jongen aan de telefoon / NSA-medewerker / Officier / Santa's Little Helper / Squeaky-Voiced Teen (stem)                                   |
| Julie Kavner         | Marge Simpson |
| Nancy Cartwright     | Bart Simpson / Maggie Simpson / Ralph Wiggum / Nelson Muntz / Todd Flanders / TV Daughter / Vrouw aan de telefoon |
| Yeardley Smith       | Lisa Simpson |
| Hank Azaria          | Professor John Frink / Comic Book Guy / Moe Szyslak / Chief Clancy Wiggum / Lou / Carl Carlson / Cletus Spuckler / Bumblebee Man / Mannelijke EPA-medewerker / Dome Depot-aankondiger / Kissing Cop #2 / Carnival Barker / Counter Man / Apu Nahasapeemapetilon / Drederick Tatum / Captain Horatio McCallister / EPA Passenger / Robot / Dr. Nick Riviera (stem) |
| Harry Shearer        | Scratchy / Charles Montgomery Burns / Rev. Timothy Lovejoy / Ned Flanders / Lenny Leonard / Skull / President Arnold Schwarzenegger / Kent Brockman / Principal Seymour Skinner / Dr. Julius Hibbert / Toll Booth Man / Waylon Smithers / Guard / Otto Mann / Kang (stem)                                                                                         |
| Tress MacNeille      | Sweet Old Lady / Colin / Agnes Skinner / Nelson's Mother / Pig / Cat Lady / Vrouwelijke EPA-medewerker / G.P.S. Woman / Cookie Kwan / Lindsey Naegle / TV Son / Medicine Woman / Meisje aan de telefoon (stem) |
| Billie Joe Armstrong | Zichzelf |
| Tré Cool             | Zichzelf |
| Mike Dirnt           | Zichzelf |
| Albert Brooks        | Russ Cargill |

### Nederlandse stemmen
| Personage                                                                    | Vertolkt door                                                             |
| ---------------------------------------------------------------------------- | ------------------------------------------------------------------------- |
| Homer/Krusty/Grampa/Kent Brockman/Itchy/Scratchy/Rodd Flanders/Todd Flanders | Reinder van der Naalt                                                     |
| Marge                                                                        | Anneke Beukman                                                            |
| Chinese Dame/Martin/Weird Woman                                              | Georgina Verbaan                                                          |
| Bart                                                                         | Marjolein Algera                                                          |
| Lisa                                                                         | Niki Romijn                                                               |
| Otto/Smithers/Mr Burns/Comic Book guy                                        | Fred Meijer                                                               |
| Russ Cargill                                                                 | Cees Geel                                                                 |
| Millhouse                                                                    | Bas Muijs                                                                 |
| Cletus/Moe/Colin/Chief Wiggum                                                | Tygo Gernandt                                                             |
| Greenday                                                                     | Bas, Tim en Jamie van DI-RECT                                             |
| Ned Flanders/Proffesor Frink/Lenny                                           | Ewout Eggink                                                              |
| Medicine Woman                                                               | Marjolijn Touw                                                            |
| Reverend Lovejoy                                                             | Eric Corton                                                               |
| Arnold Schwarzenegger/Lou/Nelson/Major Quimby/Carl/Apu                       | Sandro van Breemen                                                        |
| Tom Hanks                                                                    | Frans Limburg                                                             |
| Verkoper/FPA Agent                                                           | Sander Lantinga                                                           |
| Kermisbaas/Grenswacht Alaska                                                 | Marcel Jonker                                                             |
| Overige stemmen                                                              | Leon Happé, Romijn Conen, Mattie Valk, Ger Apeldoorn, Tessel van der Lugt |

### Vlaamse stemmen
| Personage                                          | Vertolkt door         |
| -------------------------------------------------- | --------------------- |
| Homer                                              | Chris Van den Durpel  |
| Marge                                              | Tania Van der Sanden  |
| Bart                                               | Vicky Florus          |
| Lisa                                               | Mieke Laureys         |
| Russ Cargill                                       | Wim Opbrouck          |
| Otto                                               | Peter Van de Veire    |
| Green Day-zanger                                   | Stan Van Samang       |
| Smithers                                           | Steven Van Herreweghe |
| Tante Tom                                          | Lien Van de Kelder    |
| Chief Wiggum, Ralph, Scratchy Barney, Hans Moleman | Jelle De Beule        |
| Colin                                              | Aagje Dom             |

## Achtergrond

### Geschiedenis
Al begin jaren 90 waren er plannen om een Simpsons-film uit te brengen. Er was zelfs al een verhaal, maar omdat de schrijvers het niet voor elkaar kregen daar een animatie van te maken met de speelduur van een volledige film werd er gewoon een aflevering van gemaakt genaamd Kamp Krusty. Later in de jaren 90 was er het plan om een speelfilm van The Simpsons uit te brengen, waarbij The Simpsons-personages vertolkt zouden worden door acteurs. Met name acteur Phil Hartman zag dat erg zitten. Matt Groening, bedenker van The Simpsons, zei dat hij al een keer een aanbod van een producent had gehad om de film te maken, maar hij weigerde, omdat dat de hele serie "geruïneerd" zou hebben.
Na 1997 werden de geruchten nog sterker, toen Fox op 22 april van dat jaar de domeinnaam "simpsonsmovie.com" registreerde. In 2001 begon men met het schrijven van het uiteindelijke script voor deze film. Op 6 juni 2005 werd na jaren van geruchten bevestigd door producent 20th Century Fox dat er een Simpsons-film gemaakt zou gaan worden.
In tegenstelling tot de oorspronkelijke televisieserie is de film niet geheel traditioneel geanimeerd; de achtergronden zijn met de computer geproduceerd. Door lengte-breedteverhouding van een bioscoopfilm is het traditioneel animeren van een achtergrond kostbaar.

### Première

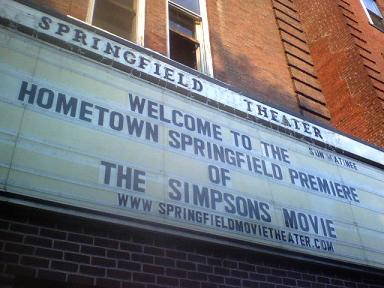
Aankondiging van de première in het Springfield Theater van Springfield, Vermont

Op 25 juli 2007 werd de film in België en Frankrijk als eerste uitgebracht. Een dag later volgden Argentinië, Rusland, Duitsland en Australië. Op 27 juli 2007 was deze film in Amerika, Groot-Brittannië, Canada, Denemarken, Finland, IJsland, Ierland, Noorwegen, Polen, Spanje en Zweden te bekijken. In Hong Kong vanaf 9 augustus 2007, in Nederland vanaf 16 augustus 2007, in Brazilië vanaf 17 augustus 2007 en in Italië vanaf 21 september 2007.
De Amerikaanse première van de film vond plaats in het plaatsje Springfield, de plaats waar de film en de televisieserie zich ook afspelen. Fox hield een wedstrijd tussen de 16 plaatsen in de Verenigde Staten die Springfield heten. In deze wedstrijd moesten mensen in een filmpje laten zien waarom hun stad het meest op het Springfield uit de serie leek. Springfield in Vermont won, mede omdat ze een bowlingbaan, een kroeg en een kernreactor hebben.

### Ontvangst
De film had anno 2015 een score van 90% "Certified Fresh" op Rotten Tomatoes, en een 80 van 100 op Metacritic. Zowel de The Guardian als The Times gaven de film vier van de vijf sterren.
Een paar punten die kritiek kregen, waren het feit dat sommige bekende Simpsons-personages relatief weinig schermtijd hebben of niet meedoen in de film. Een voorbeeld is de kleine rol van Comic Book Guy en Seymour Skinner. Verder waren er ook critici die de film duidelijk minder goed vonden dan aanvankelijk gehoopt.
In Nederland en België is vooral het feit dat de film in respectievelijk het Nederlands en Vlaams is nagesynchroniseerd niet in goede aarde gevallen bij veel Simpsonfans. Dit omdat de animatieserie zelf in beide landen in de originele Engelstalige versie wordt uitgezonden.

## Prijzen en nominaties
2007
- De Kids' Vote – gewonnen
- De CFCA Award voor beste animatieproductie
- De MTV Movie Award voor beste zomerfilm die je nog niet hebt gezien
- De National Movie Award voor beste animatie – gewonnen
- De Satellite Award voor beste film – animatie of gemengde media
- De Teen Choice Award voor Choice Summer Movie - Comedy/Musical

2008
- De Saturn Award voor beste animatiefilm
- Vier Annie Awards:
  - Beste animatiefilm
  - Beste regie voor een animatieproductie
  - Beste stemacteur voor een animatieproductie (Julie Kavner)
  - Beste script voor een animatieproductie
- De BAFTA Award voor beste animatiefilm
- De Critics' Choice Award voor beste animatiefilm
- De Golden Globe voor beste animatiefilm
- De Blimp Award voor favoriete animatiefilm
- De Golden Reel Award voor beste geluidsmontage
- De OFCS Award voor beste animatie
- De Motion Picture Producer of the Year Award
- De People's Choice Award voor favoriete filmkomedie